# Абубакиров, Риза Вахитович
Риза Вахитович Абубакиров (баш. Риза Вәхит улы Әбүбәкиров; 1902—1938) — советский государственный деятель. Народный комиссар просвещения Башкирской АССР (1930—1935).

## Биография
Абубакиров Риза Вахитович родился 10 октября 1902 года в деревне Куселярово Златоустовского уезда Уфимской губернии (ныне Салаватского района Республики Башкортостан). Согласно «Книге памяти Республики Башкортостан», по национальности башкир. Его отец работал сельским писарем, в 1914 году был мобилизован в армию и в том же году погиб на одном из фронтов Первой мировой войны. По причине сложного материального положения в семье, Риза переезжает в село Верхние Киги, к своему родному дяде.
Начальное образование получил в двухклассном училище села Верхние Киги. Продолжил обучение в высшем начальном училище села Тастуба, которое не смог закончить из-за начала Гражданской войны. Работал в различных учреждениях власти в Дуванском, Дуван-Кущинском кантонах Башкирской АССР. В 1920 году становится членом РКСМ, а в 1921 году — РКП (б). Сначала избран членом бюро, а после — секретарём райкома комсомола Месягутовского кантона.
После окончания Уфимского рабфака, в 1925—1927 обучался в Московской сельскохозяйственной академии имени К. А. Тимирязева. Оставил обучение в академии в связи с ухудшением здоровья. По предложению Н. К. Крупской, остался в Москве для работы в должности инспектора по национальным школам Наркомпроса РСФСР. С 1929 года являлся сотрудником газеты «Башкортостан».
В марте 1930 года назначен народным комиссаром просвещения Башкирской АССР. При нём в республике вводится всеобщее начальное образование, развёрнута работа по ликбезу, были созданы учебники для башкирских школ. В данной должности Риза Абубакиров сделал многое для решения материально-хозяйственных и организационно-педагогических задач в связи с ростом количества неполных и средних школ.
С ноября 1935 года работал заведующим отдела школ и науки Башкирского областного комитета ВКП(б). Позднее занимал должность заведующего отдела партпропаганды и агитации Башобкома.
Репрессирован как башкирский буржуазный националист. 17 сентября 1937 года в газете «Правда» была опубликована статья Л. Перевозкина «Кучка буржуазных националистов в Башкирии», в ней говорилось о том, что практически весь партийно-хозяйственный аппарат республики состоит из «буржуазных националистов», «валидовцев». В статье также упоминается Р. В. Абубакиров как член обкома, «крепко связанный с националистическими элементами», и выпускающий «контрреволюционные учебники». 3 октября 1937 года Риза Абубакиров был арестован, а 10 июля 1938 года расстрелян. Реабилитирован 8 декабря 1956 года.